# Messor
Messor es un género de hormigas de la familia Formicidae. Se distribuyen por zonas cálidas y secas del Viejo Mundo.
Los nidos son muy grandes y tienen una estructura compleja, con graneros. Hay varias castas de obreras con funciones especializadas, por ejemplo, las de cabezas grandes, que pueden romper las semillas de las que se alimentan. Además de semillas, también comen insectos y caracoles.

## Especies
Se reconocen las siguientes:
- Messor abdelazizi Santschi, 1921
- Messor aciculatus (Smith, 1874)
- Messor aegyptiacus (Emery, 1878)
- Messor alexandri Tohme, 1981
- Messor andrei (Mayr, 1886)
- Messor angularis Santschi, 1928
- Messor antennatus Emery, 1908
- Messor aphaenogasteroides Pisarski, 1967
- Messor aralocaspius Ruzsky, 1902
- Messor arenarius (Fabricius, 1787)
- Messor atanassovii Atanassov, 1982
- Messor barbarus (Linnaeus, 1767)
- Messor beduinus Emery, 1922
- Messor berbericus Bernard, 1955
- Messor bernardi Cagniant, 1967
- Messor bouvieri Bondroit, 1918
- Messor buettikeri Collingwood, 1985
- Messor caducus (Victor, 1839)
- Messor capensis (Mayr, 1862)
- Messor capitatus (Latreille, 1798)
- Messor carthaginensis Bernard, 1980
- Messor caviceps (Forel, 1902)
- Messor celiae Reyes, 1985
- Messor cephalotes (Emery, 1895)
- Messor ceresis Santschi, 1934
- Messor chamberlini Wheeler, 1915
- Messor clypeatus Kuznetsov-Ugamsky, 1927
- Messor collingwoodi Bolton, 1982
- Messor concolor Santschi, 1927
- Messor decipiens Santschi, 1917
- Messor dentatus Santschi, 1927
- Messor denticornis Forel, 1910
- Messor denticulatus Santschi, 1927
- Messor diabarensis Arnol'di, 1969
- Messor ebeninus Santschi, 1927
- Messor excursionis Ruzsky, 1905
- Messor ferreri Collingwood, 1993
- Messor foreli Santschi, 1923
- Messor fraternus Ruzsky, 1905
- Messor galla (Mayr, 1904)
- Messor hebraeus Santschi, 1927
- Messor hellenius Agosti & Collingwood, 1987
- Messor himalayanus (Forel, 1902)
- Messor hispanicus Santschi, 1919
- Messor ibericus Santschi, 1931
- Messor incisus Stitz, 1923
- Messor incorruptus Kuznetsov-Ugamsky, 1929
- Messor inermis Kuznetsov-Ugamsky, 1929
- Messor instabilis (Smith, 1858)
- Messor intermedius Santschi, 1927
- Messor julianus (Pergande, 1894)
- Messor kasakorum Arnol'di, 1969
- Messor kisilkumensis Arnol'di, 1969
- Messor lamellicornis Arnol'di, 1968
- Messor lariversi (Smith, 1951)
- Messor lobicornis Forel, 1894
- Messor lobognathus Andrews, 1916
- Messor luebberti Forel, 1910
- Messor luridus Santschi, 1927
- Messor lusitanicus Tinaut, 1985
- Messor maculifrons Santschi, 1927
- Messor marikovskii Arnol'di, 1969
- Messor marocanus Santschi, 1927
- Messor medioruber Santschi, 1910
- Messor melancholicus Arnol'di, 1977
- Messor minor (Andre, 1883)
- Messor nahali Tohme, 1981
- Messor niloticus Santschi, 1938
- Messor oertzeni Forel, 1910
- Messor olegianus Arnol'di, 1969
- Messor orientalis (Emery, 1898)
- Messor perantennatus Arnol'di, 1969
- Messor pergandei (Mayr, 1886)
- Messor piceus Stitz, 1923
- Messor picturatus Santschi, 1927
- Messor planiceps Stitz, 1917
- Messor postpetiolatus Santschi, 1917
- Messor regalis (Emery, 1892)
- Messor reticuliventris Karavaiev, 1910
- Messor rufotestaceus (Foerster, 1850)
- Messor rufus Santschi, 1923
- Messor ruginodis Stitz, 1916
- Messor rugosus (Andre, 1881)
- Messor sanctus Emery, 1921
- Messor sculpturatus Carpenter, 1930
- Messor semirufus (Andre, 1883)
- Messor semoni (Forel, 1906)
- Messor smithi (Cole, 1963)
- Messor sordidus (Forel, 1892)
- Messor stoddardi (Emery, 1895)
- Messor striatellus Arnol'di, 1969
- Messor striaticeps (Andre, 1883)
- Messor striatifrons Stitz, 1923
- Messor striativentris Emery, 1908
- Messor structor (Latreille, 1798)
- Messor subgracilinodis Arnol'di, 1969
- Messor sultanus Santschi, 1917
- Messor syriacus Tohme, 1969
- Messor testaceus Donisthorpe, 1950
- Messor timidus (Espadaler, 1997)
- Messor tropicorum Wheeler, 1922
- Messor turcmenochorassanicus Arnol'di, 1977
- Messor valentinae Arnol'di, 1969
- Messor variabilis Kuznetsov-Ugamsky, 1927
- Messor vaucheri Emery, 1908
- Messor vicinus Kuznetsov-Ugamsky, 1927
- Messor wasmanni Krausse, 1910